# Pierwszy rząd Harolda Macmillana

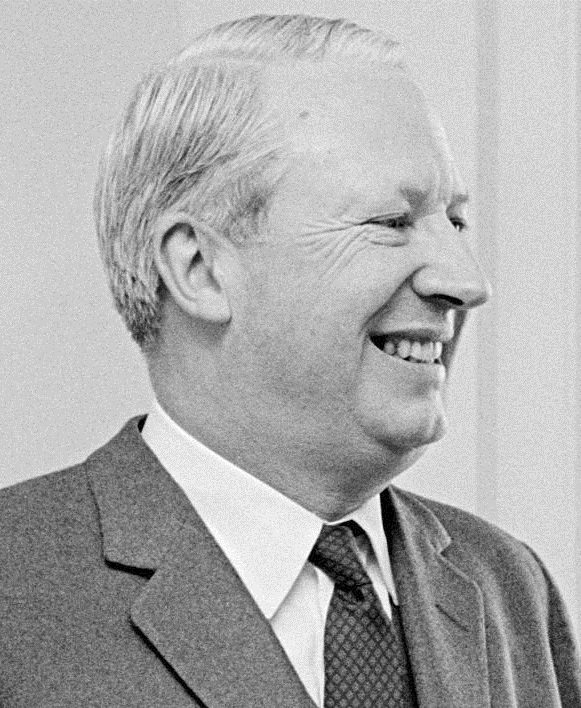
Edward Heath, parlamentarny sekretarz skarbu

Pierwszy rząd Partii Konserwatywnej pod przewodnictwem Harolda Macmillana powstał w styczniu 1957 r. po rezygnacji Anthony’ego Edena. Przetrwał do wyborów w październiku 1959 r.
Członków ścisłego gabinetu wyróżniono tłustym drukiem.

## Skład rządu
| Urząd                                                                  | Imię i nazwisko                                | Kadencja  |
| ---------------------------------------------------------------------- | ---------------------------------------------- | --------- |
| Premier Pierwszy lord skarbu                                           | Harold Macmillan                               | 1957–1959 |
|                                                                        |                                                |           |
| Lord kanclerz                                                          | David Maxwell-Fyfe, 1. wicehrabia Kilmuir      | 1957–1959 |
| Lord przewodniczący Rady                                               | Robert Gascoyne-Cecil, 5. markiz Salisbury     | 1957      |
| Lord przewodniczący Rady                                               | Alexander Douglas-Home, 14. hrabia Home        | 1957      |
| Lord przewodniczący Rady                                               | Quintin Hogg, 2. wicehrabia Hailsham           | 1957–1959 |
| Lord tajnej pieczęci                                                   | Rab Butler                                     | 1957–1959 |
| Kanclerz skarbu                                                        | Peter Thorneycroft                             | 1957–1958 |
| Kanclerz skarbu                                                        | Derick Heathcoat-Amory                         | 1958–1959 |
| Parlamentarny sekretarz skarbu                                         | Edward Heath                                   | 1957–1959 |
| Finansowy sekretarz skarbu                                             | Enoch Powell                                   | 1957–1958 |
| Finansowy sekretarz skarbu                                             | Jocelyn Simon                                  | 1958–1959 |
| Ekonomiczny sekretarz skarbu                                           | Nigel Birch                                    | 1957–1958 |
| Ekonomiczny sekretarz skarbu                                           | Frederick Erroll                               | 1958–1959 |
| Lord skarbu                                                            | Martin Redmayne                                | 1957–1959 |
| Lord skarbu                                                            | Peter Legh                                     | 1957      |
| Lord skarbu                                                            | Edward Wakefield                               | 1957–1958 |
| Lord skarbu                                                            | Harwood Harrison                               | 1957–1959 |
| Lord skarbu                                                            | Anthony Barber                                 | 1957–1958 |
| Lord skarbu                                                            | Richard Brooman-White                          | 1957–1958 |
| Lord skarbu                                                            | Paul Bryan                                     | 1958–1959 |
| Lord skarbu                                                            | Michael Hughes-Young                           | 1958–1959 |
| Lord skarbu                                                            | Graeme Bell Finlay                             | 1959      |
| Minister spraw zagranicznych                                           | Selwyn Lloyd                                   | 1957–1959 |
| Minister stanu w Foreign Affairs                                       | Allan Noble                                    | 1957–1959 |
| Minister stanu w Foreign Affairs                                       | David Ormsby-Gore                              | 1957–1959 |
| Minister stanu w Foreign Affairs                                       | John Profumo                                   | 1959      |
| Podsekretarz stanu w Foreign Office                                    | Archibald Acheson, 6. hrabia Gosford           | 1957–1958 |
| Podsekretarz stanu w Foreign Office                                    | Ian Harvey                                     | 1957–1958 |
| Podsekretarz stanu w Foreign Office                                    | George Petty-FitzMaurice, 8. markiz Lansdowne  | 1958–1959 |
| Podsekretarz stanu w Foreign Office                                    | John Profumo                                   | 1958–1959 |
| Podsekretarz stanu w Foreign Office                                    | Robert Allan                                   | 1959      |
| Minister spraw wewnętrznych                                            | Rab Butler                                     | 1957–1959 |
| Podsekretarz stau w Home Office                                        | Patricia Hornsby-Smith                         | 1957–1959 |
| Podsekretarz stau w Home Office                                        | Jocelyn Simon                                  | 1957–1958 |
| Podsekretarz stau w Home Office                                        | David Renton                                   | 1958–1959 |
| Pierwszy lord Admiralicji                                              | George Douglas-Hamilton, 10. hrabia Selkirk    | 1957–1959 |
| Parlamentarny i finansowy sekretarz przy Admiralicji                   | Christopher Soames                             | 1957–1958 |
| Parlamentarny i finansowy sekretarz przy Admiralicji                   | Robert Allan                                   | 1958–1959 |
| Parlamentarny i finansowy sekretarz przy Admiralicji                   | Charles Orr-Ewing                              | 1959      |
| Cywilny lord Admiralicji                                               | Tam Galbraith                                  | 1957–1959 |
| Minister rolnictwa, rybołówstwa i żywności                             | Derick Heathcoat-Amory                         | 1957–1958 |
| Minister rolnictwa, rybołówstwa i żywności                             | John Hare                                      | 1958–1959 |
| Parlamentarny sekretarz w ministerstwie rolnictwa                      | Michael Hicks Beach, 2. hrabia St Aldwyn       | 1957–1958 |
| Parlamentarny sekretarz w ministerstwie rolnictwa                      | Joseph Godber                                  | 1957–1959 |
| Parlamentarny sekretarz w ministerstwie rolnictwa                      | Geoffrey Waldegrave, 12. hrabia Waldegrave     | 1958–1959 |
| Minister lotnictwa                                                     | George Ward                                    | 1957–1959 |
| Podsekretarz stanu w ministerstwie lotnictwa                           | Ian Orr-Ewing                                  | 1957–1959 |
| Podsekretarz stanu w ministerstwie lotnictwa                           | Airey Neave                                    | 1959      |
| Minister ds. kolonii                                                   | Alan Lennox-Boyd                               | 1957–1959 |
| Minister stanu w ministerstwie ds. kolonii                             | John Drummond, 8. hrabia Perth                 | 1957–1959 |
| Podsekretarz stanu w ministerstwie ds. kolonii                         | John Profumo                                   | 1957–1958 |
| Podsekretarz stanu w ministerstwie ds. kolonii                         | Julian Amery                                   | 1958–1959 |
| Minister ds. Wspólnoty Narodów                                         | Alexander Douglas-Home, 14. hrabia Home        | 1957–1959 |
| Podsekretarz stanu w ministerstwie ds. Wspólnoty Narodów               | Cuthbert Alport                                | 1957–1959 |
| Minister obrony                                                        | Duncan Sandys                                  | 1957–1959 |
| Parlamentarny sekretarz w ministerstwie obrony                         | Stormont Mancroft, 2. baron Mancroft           | 1957      |
| Minister edukacji                                                      | Quintin Hogg, 2. wicehrabia Hailsham           | 1957      |
| Minister edukacji                                                      | Geoffrey William Lloyd                         | 1957–1959 |
| Parlamentarny sekretarz w ministerstwie edukacji                       | Edward Boyle                                   | 1957–1959 |
| Minister zdrowia                                                       | Dennis Vosper                                  | 1957      |
| Minister zdrowia                                                       | Derek Walker-Smith                             | 1957–1959 |
| Parlamentarny sekretarz w ministerstwie zdrowia                        | John Vaughan-Morgan                            | 1957      |
| Parlamentarny sekretarz w ministerstwie zdrowia                        | Richard Thompson                               | 1957–1959 |
| Minister ds. budownictwa, samorządu lokalnego i Walii                  | Henry Brooke                                   | 1957–1959 |
| Minister stanu ds. Walii                                               | David Lewis, 1. baron Brecon                   | 1957–1959 |
| Parlamentarny sekretarz ministerstwa budownictwa i samorządu lokalnego | Reginald Bevins                                | 1957–1959 |
| Minister pracy i służby narodowej                                      | Iain Macleod                                   | 1957–1959 |
| Parlamentarny sekretarz w ministerstwie pracy                          | Robert Carr                                    | 1957–1958 |
| Parlamentarny sekretarz w ministerstwie pracy                          | Richard Wood                                   | 1958–1959 |
| Kanclerz Księstwa Lancaster                                            | Charles Hill                                   | 1957–1959 |
| Paymaster-General                                                      | Reginald Maudling                              | 1957–1959 |
| Minister emerytur i zabezpieczenia socjalnego                          | John Boyd-Carpenter                            | 1957–1959 |
| Parlamentarny sekretarz w ministerstwie emerytur                       | Edith Pitt                                     | 1957–1959 |
| Parlamentarny sekretarz w ministerstwie emerytur                       | Richard Wood                                   | 1957–1958 |
| Parlamentarny sekretarz w ministerstwie emerytur                       | William Vane                                   | 1958–1959 |
| Minister bez teki                                                      | Geoffrey FitzClarence, 5. hrabia Munster       | 1957      |
| Minister bez teki                                                      | Stormont Mancroft, 2. baron Mancroft           | 1957–1958 |
| Minister bez teki                                                      | Henry Scrymgeour-Wedderburn, 11. hrabia Dundee | 1958–1959 |
| Poczmistrz generalny                                                   | Ernest Marples                                 | 1957–1959 |
| Asystent poczmistrza generalnego                                       | Kenneth Thompson                               | 1957–1959 |
| Minister ds. energii                                                   | Percy Mills, 1. baron Mills                    | 1957–1959 |
| Parlamentarny sekretarz w ministerstwie ds. energii                    | David Renton                                   | 1957–1958 |
| Parlamentarny sekretarz w ministerstwie ds. energii                    | Ian Horobin                                    | 1958–1959 |
| Minister ds. Szkocji                                                   | John Maclay                                    | 1957–1959 |
| Minister stanu w ministerstwie ds. Szkocji                             | Thomas Galbraith, 1. baron Strathclyde         | 1957–1958 |
| Minister stanu w ministerstwie ds. Szkocji                             | Nigel Forbes, 22. lord Forbes                  | 1958–1959 |
| Podsekretarz stanu w ministerstwie ds. Szkocji                         | Jack Nixon Browne                              | 1957–1959 |
| Podsekretarz stanu w ministerstwie ds. Szkocji                         | Niall Macpherson                               | 1957–1959 |
| Podsekretarz stanu w ministerstwie ds. Szkocji                         | Lord John Hope                                 | 1957–1959 |
| Minister ds. zaopatrzenia                                              | Aubrey Jones                                   | 1957–1959 |
| Parlamentarny sekretarz w ministerstwie ds. zaopatrzenia               | William Taylor                                 | 1957–1959 |
| Przewodniczący Zarządu Handlu                                          | David Eccles                                   | 1957–1959 |
| Minister stanu ds. handlu                                              | Derek Walker-Smith                             | 1957      |
| Minister stanu ds. handlu                                              | John Vaughan-Morgan                            | 1957–1959 |
| Parlamentarny sekretarz przy Zarządzie Handlu                          | Frederick Erroll                               | 1957–1958 |
| Parlamentarny sekretarz przy Zarządzie Handlu                          | John Rodgers                                   | 1958–1959 |
| Minister transportu i lotnictwa cywilnego                              | Harold Watkinson                               | 1957–1959 |
| Parlamentarny sekretarz w ministerstwie transportu                     | Richard Nugent                                 | 1957–1959 |
| Parlamentarny sekretarz w ministerstwie transportu                     | Airey Neave                                    | 1957–1959 |
| Parlamentarny sekretarz w ministerstwie transportu                     | John Hay                                       | 1959      |
| Minister wojny                                                         | John Hare                                      | 1957–1958 |
| Minister wojny                                                         | Christopher Soames                             | 1958–1959 |
| Podsekretarz stanu i finansowy sekretarz w ministerstwie wojny         | Julian Amery                                   | 1957–1958 |
| Podsekretarz stanu i finansowy sekretarz w ministerstwie wojny         | Hugh Fraser                                    | 1958–1959 |
| Minister robót                                                         | Hugh Molson                                    | 1957–1959 |
| Parlamentarny sekretarz w ministerstwie robót                          | Harmar Nicholls                                | 1957–1959 |
| Prokurator generalni                                                   | Reginald Manningham-Buller                     | 1957–1959 |
| Radca generalny Anglii i Walii                                         | Harry Hylton-Foster                            | 1957–1959 |
| Lord adwokat                                                           | William Rankine Milligan                       | 1957–1959 |
| Solicitor General Szkocji                                              | William Grant                                  | 1957–1959 |
| Skarbnik Dworu Królewskiego                                            | Hendrie Oakshott                               | 1957–1959 |
| Skarbnik Dworu Królewskiego                                            | Peter Legh                                     | 1959      |
| Kontroler Dworu Królewskiego                                           | Gerald Wills                                   | 1957–1958 |
| Kontroler Dworu Królewskiego                                           | Edward Wakefield                               | 1958–1959 |
| Kontroler Dworu Królewskiego                                           | Harwood Harrison                               | 1959      |
| Wiceszambelan Dworu Królewskiego                                       | Richard Thompson                               | 1957      |
| Wiceszambelan Dworu Królewskiego                                       | Peter Legh                                     | 1957–1959 |
| Wiceszambelan Dworu Królewskiego                                       | Edward Wakefield                               | 1959      |
| Kapitan Gentlemen-at-Arms                                              | Hugh Fortescue, 5. hrabia Fortescue            | 1957–1958 |
| Kapitan Gentlemen-at-Arms                                              | Michael Hicks-Beach, 2. hrabia St Aldwyn       | 1958–1959 |
| Kapitan Ochotników Gwardii                                             | William Onslow, 6. hrabia Onslow               | 1957–1959 |
| Lord-in-waiting                                                        | Bladen Hawke, 9. baron Hawke                   | 1957      |
| Lord-in-waiting                                                        | Thomas Fairfax, 13. lord Fairfax of Cameron    | 1957      |
| Lord-in-waiting                                                        | John Cavendish, 5. baron Chesham               | 1957–1959 |
| Lord-in-waiting                                                        | George Petty-FitzMaurice, 8. markiz Lansdowne  | 1957–1958 |
| Lord-in-waiting                                                        | Henry Bathurst, 8. hrabia Bathurst             | 1957–1959 |
| Lord-in-waiting                                                        | Archibald Acheson, 6. hrabia Gosford           | 1958–1959 |